# Bundesgütegemeinschaft Kompost
Die Bundesgütegemeinschaft Kompost e. V. (BGK) ist ein eingetragener Verein mit Sitz in Köln, der sich der Gütesicherung von Kompost, Gärprodukten, Aschen und Substraten aus dem Lebensmittelrecycling in Deutschland widmet. Die Bundesgütegemeinschaft ist als unabhängige und neutrale Organisation ausschließlich den Grundsätzen des RAL-Instituts RAL Deutsches Institut für Gütesicherung und Kennzeichnung verpflichtet und von ihr anerkannt.
Die BGK ist organisiert durch ihre Gremien. Hierzu gehören der Vorstand, der Bundesgüteausschuss, die Arbeitsgruppen und die Mitgliederversammlung.

## Aufgaben
Die Aufgabe der BGK ist es, die Einhaltung der vom RAL-Institut festgelegten Gütebestimmungen bei der Verarbeitung organischer Abfälle aus Haushalten, Gärten und Parks und anderen Reststoffen zu überwachen. Die RAL-Gütesicherung der BGK zielt auf eine gesicherte Anwendung der aus der Kompostierung, Vergärung und Verbrennung erzielten Düngeprodukte.
Die Bundesgütegemeinschaft Kompost e. V. ist Trägerin der regelmäßigen Güteüberwachung (Gütegemeinschaft) im Sinne des § 11 Absatz 3 Bioabfallverordnung. Sie erfüllt die Anforderungen an eine Gütegemeinschaft aus der Bioabfallverordnung.
Die BGK stellt Informationsmaterialien und Arbeitsmittel zur Verfügung, erstellt Anwendungsempfehlungen und rechtliche Stellungnahmen und gibt Durchführungshinweise zum Vollzug der Bioabfallverordnung oder zur Verordnung (EG) Nr. 1774/2002 (so genannte EU-Hygieneverordnung).

## Aktivitäten
In der Gütesicherung Kompost führen 603 Anlagen das RAL-GZ 251. Die BGK unterscheidet dabei Frischkompost, Fertigkompost und Substratkompost. 147 Anlagen führen das RAL-GZ 245 für die Produkte Gärprodukt flüssig und Gärprodukt fest. Es existieren weitere Gütesicherungen für die Bereiche „NawaRo-Gärprodukte“, „Holzaschen“ und „Substrate aus der Aufbereitung von ehemaligen Lebensmitteln“ (Stand: 28. Januar 2025).

## Neuere Entwicklungen
Die BGK befasst sich mit der CE-Kennzeichnung der gütegesicherten Produkte unter der EU-Düngeprodukteverordnung 2019/1009.

## Werke
- Hrsg. Bundesgütegemeinschaft Kompost (BGK): Methodenbuch zur Analyse organischer Düngemittel, Bodenverbesserungsmittel und Substrate. 1998, grundlegend überarbeitet als Lose-Blatt-Sammlung, fünfte Auflage 2006.